# ヨートチエンラーイ
ヨートチエンラーイ王とはラーンナー王朝10代目の王である。ヨートムアンとも。

## 伝記
ヨートチエンラーイは前王ティローカラートの唯一の息子、ターオ・ブンルアンの息子である。ターオ・ブンルアンはティローカラートに謀反を起こし、左遷されていた。
ヨートチエンラーイは特に目立った功績は残していない。チエンセーンの中州のドーンテーン島にワット・ターポーターラームという寺院を建設し、国境線の主張をしたと『ジナカーラマーリー』は伝える。
『チエンマイ年代記』によれば、彼は傲慢で臣下の言うことを聞かなかったため息子のケーオに王位を奪われ、ムアン・サマートへ左遷された。